# Clerodendrum sassandrense
Clerodendrum sassandrense là một loài thực vật có hoa trong họ Hoa môi. Loài này được Jongkind mô tả khoa học đầu tiên năm 2002.